# Exenterus amictorius
Exenterus amictorius är en stekelart som först beskrevs av Georg Wolfgang Franz Panzer 1801.  Exenterus amictorius ingår i släktet Exenterus och familjen brokparasitsteklar. Arten är reproducerande i Sverige. Inga underarter finns listade i Catalogue of Life.